# ヤヌス神殿
ヤヌス神殿（ヤヌスしんでん、ラテン語: Templum Iani，イタリア語: Tempio di Giano）は古代ローマのフォルム・ロマヌムにあった神殿。出入口と扉を司る神であるヤヌスの像が祀られた建物の両側には扉が設けられていた。この扉は「ヤヌスの扉」と呼ばれており、古代ローマにおいて戦時に開けられ、平時に閉じられていた。日本語で、ヤヌスの神殿と表記されることもある。
歴史家リウィウスによれば、王政ローマ第2代の王ヌマ・ポンピリウスが、好戦的なローマ人に対し、信仰を通じて（平和に対する）畏敬の念を抱かせることで平和を維持することができるよう、ヤヌス神を祀る神殿を建立したという伝説がある。ヤヌス神殿の建設はヌマ・ポンピリウスの最も偉大な功績であると言われている。

## ヤヌスの扉
ヌマ・ポンピリウスの治世下では平和を維持し、このヤヌスの門は閉じられていた。第3代の王トゥッルス・ホスティリウスはラテン人の都市国家アルバ・ロンガに戦争を仕掛けるため、ヤヌスの門を開いた。以後、およそ400年間に渡って数多くの戦いを行い、紀元前241年に第一次ポエニ戦争を終えるまで門は開いたままであった。この時の閉門の期間は8年で終わり、イタリア北部のガリア人と戦うため、再び開門した。次に門が閉じられたのは、オクタウィアヌスがアクティウムの海戦等で勝利し内乱の一世紀を終結した後の紀元前29年のことである。初代皇帝アウグストゥスは自らの著作『業績録』において、自ら3度ヤヌスの門を閉じたと回顧している。歴史家カッシウス・ディオによれば、アウグストゥスが門を閉じた最初の2回
は、紀元前29年と前25年であると特定できる。3度目の閉門は諸説あり、Inez Scott RybergとGaius Stern説では紀元前13年、ロナルド・セイム説では紀元前7年、Orosius説では紀元前1年である。

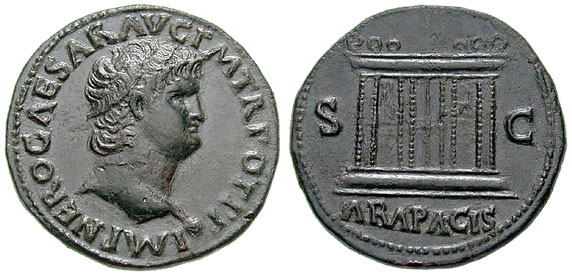
ネロ帝のヤヌスの門 閉門を記念するアス硬貨

この後も、ヤヌスの門の閉門は何度も行われ、有名なのは第5代皇帝ネロと、第9代皇帝ウェスパシアヌスである。ネロ帝は平和の女神の祭壇（アラ・パキス）をデザインしたアス硬貨を発行している。帝国後期の皇帝もヤヌスの門を閉じたことはあったようだが、史料が十分でなく詳細は不明である。

## 建てられていた場所
ヤヌス神殿は下水溝クロアカ・マキシマが聖なる道を横切る地点に、屋根付きの橋として建てられていたという。下水溝が、コミティウムとバシリカ・アエミリアの間にあるアルジレトゥム広場に達した付近であると言われている。また、バシリカ・アエミリアの改築の際には、ヤヌス神殿は少し横に移設されたのではないかと推定されている。